# Прештіму
Пре́штіму (порт. Préstimo; МФА: [ˈpɾɛʃ.ti.mu]) — колишня парафія в Португалії, в муніципалітеті Агеда. Перебувала у складі округу Авейру.  Входила до регіону Центр. За старим адміністративним поділом, що був чинним до 1976 року, територія парафії належала провінції Берегова Бейра.  Ліквідована 28 січня 2013 року. Увійшла до складу парафії Прештіму і Масієйра-де-Алкоба. Площа парафії — 31,78 км², населення — 724 ос. (2011), густота населення — 22,78 осіб/км²
. Патрон — святий Яків. Поштовий індекс — 3750. Код  — 010114.

## Географія

Агеда (2013)
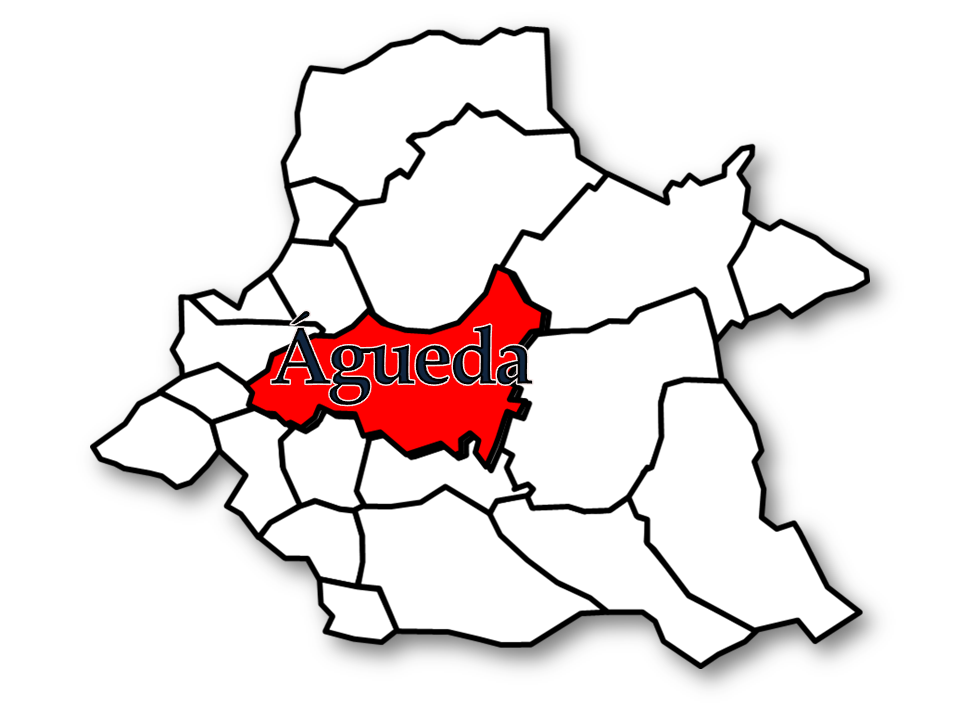
Агеда
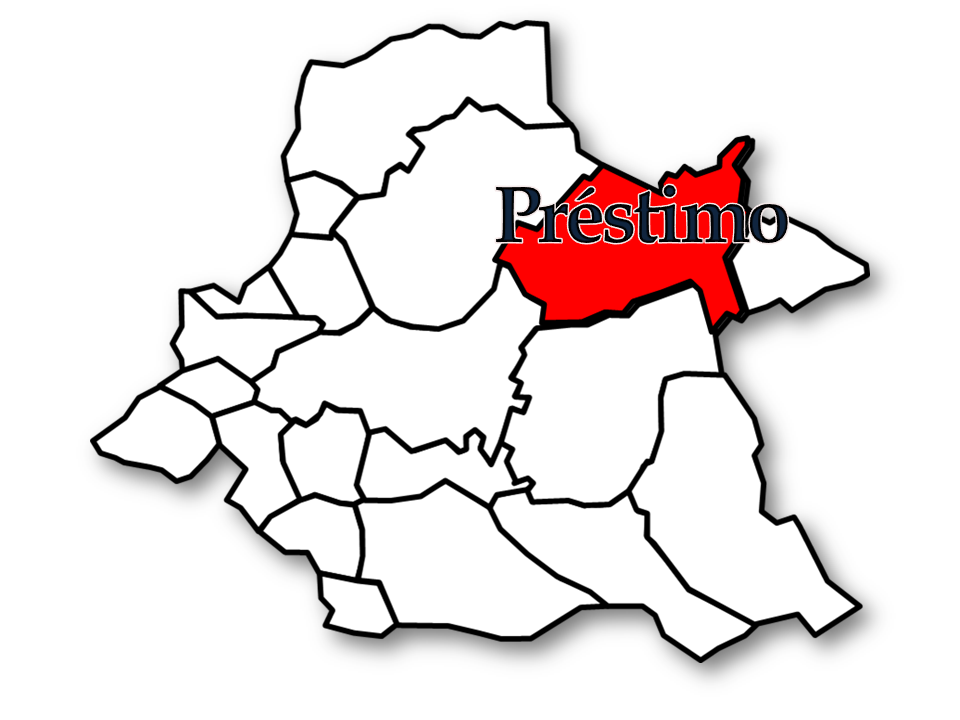
Прештіму

## Населення
| Кількість мешканців | Кількість мешканців | Кількість мешканців | Кількість мешканців | Кількість мешканців | Кількість мешканців | Кількість мешканців | Кількість мешканців | Кількість мешканців | Кількість мешканців | Кількість мешканців | Кількість мешканців | Кількість мешканців | Кількість мешканців | Кількість мешканців |
| ------------------- | ------------------- | ------------------- | ------------------- | ------------------- | ------------------- | ------------------- | ------------------- | ------------------- | ------------------- | ------------------- | ------------------- | ------------------- | ------------------- | ------------------- |
| 1864                | 1878                | 1890                | 1900                | 1911                | 1920                | 1930                | 1940                | 1950                | 1960                | 1970                | 1981                | 1991                | 2001                | 2011                |
| 926                 | 937                 | 1.010               | 1.123               | 1.052               | 1.192               | 1.218               | 1.171               | 1.302               | 1.249               | 1.112               | 1.012               | 905                 | 921                 | 724                 |